# Marie Corridon
Marie Corridon (n. 5 februarie 1930, Washington, D.C., District of Columbia, SUA – d. 26 mai 2010, Norwalk⁠(d), Connecticut, SUA) a fost o înotătoare americană, medaliată olimpică. A participat la o ediție a Jocurilor Olimpice (1948) în care a câștigat două medalii de aur.